# Julius Steinberg
Julius Steinberg (* 1972) ist ein deutscher evangelischer Theologe.

## Leben
Von 1993 bis 1997 studierte Steinberg an der Freien Theologischen Hochschule Gießen und von 1997 bis 1998 an der Evangelische Theologische Faculteit in Löwen (Belgien); Abschluss mit Licentiaat. Nach der Promotion im Fachbereich Altes Testament (1998–2004) an der Fakultät in Löwen war er von 2004 bis 2007 Prediger der Landeskirchlichen Gemeinschaft Eschwege. Von 2007 bis 2010 war er Lehrbeauftragter am Theologischen Seminar Ewersbach (Bund FeG). Seit 2010 ist er Dozent am Theologischen Seminar Ewersbach, seit 2012 lehrt er als Professor für Altes Testament und Hebräisch an der daraus hervorgegangenen Theologischen Hochschule Ewersbach.
Steinberg ist seit dem Jahr 2000 verheiratet und hat einen Sohn und eine Tochter.

## Schriften (Auswahl)
- Die Ketuvim – ihr Aufbau und ihre Botschaft. Hamburg 2006, ISBN 3-86572-572-4.
- mit Martin H. Manser, David Barratt und Pieter J. Lalleman (Hrsg.): Critical companion to the Bible. A literary reference. New York 2009, ISBN 978-0-8160-7065-7.
- mit Herbert H. Klement: Freude an Gottes Weisung. Themenbuch zur Theologie des Alten Testaments. Riehen 2012, ISBN 978-3-905290-67-7.
- mit Siegbert Riecker (Hrsg.): Das heilige Herz der Tora. Festschrift für Hendrik Koorevaar zu seinem 65. Geburtstag. Aachen 2011, ISBN 978-3-8440-0584-4.
- Das Hohelied (EDITION C – Bibelkommentare AT, Band 26). SCM R.Brockhaus, 2022, ISBN 978-3-417-25086-2
- mit Timothy J. Stone (Hrsg.): The shape of the Writings. Winona Lake 2015, ISBN 1-57506-373-5.